# Calvaire de Nestavel
Le calvaire de Nestavel est situé à Brennilis en France.

## Localisation
Le calvaire est situé sur la commune de Brennilis, dans le département du Finistère en région Bretagne. le calvaire a été déplacé en 1962 pour permettre la construction de la centrale nucléaire et se trouve désormais près du moulin de Kerstrat.

## Description
Le calvaire est orné d'un groupe de personnages accompagnant une Pietà, dressé sur un soubassement à gradins et surmonté d'une croix. Sur la Croix, le Christ est dominé par une figure de Père Eternel.

## Historique
Le calvaire est classé au titre des monuments historiques par arrêté du 4 juillet 1928.

## Galerie

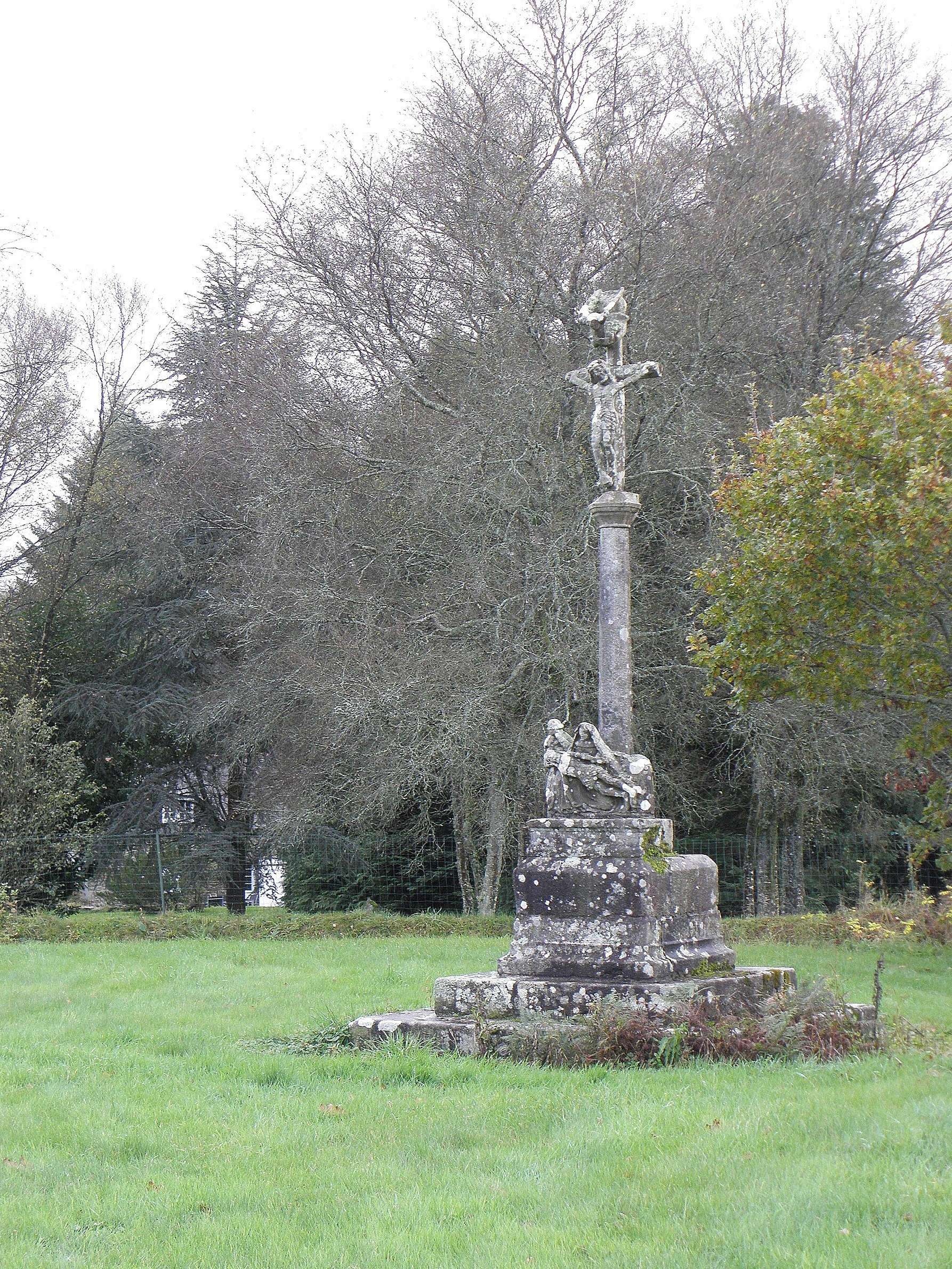
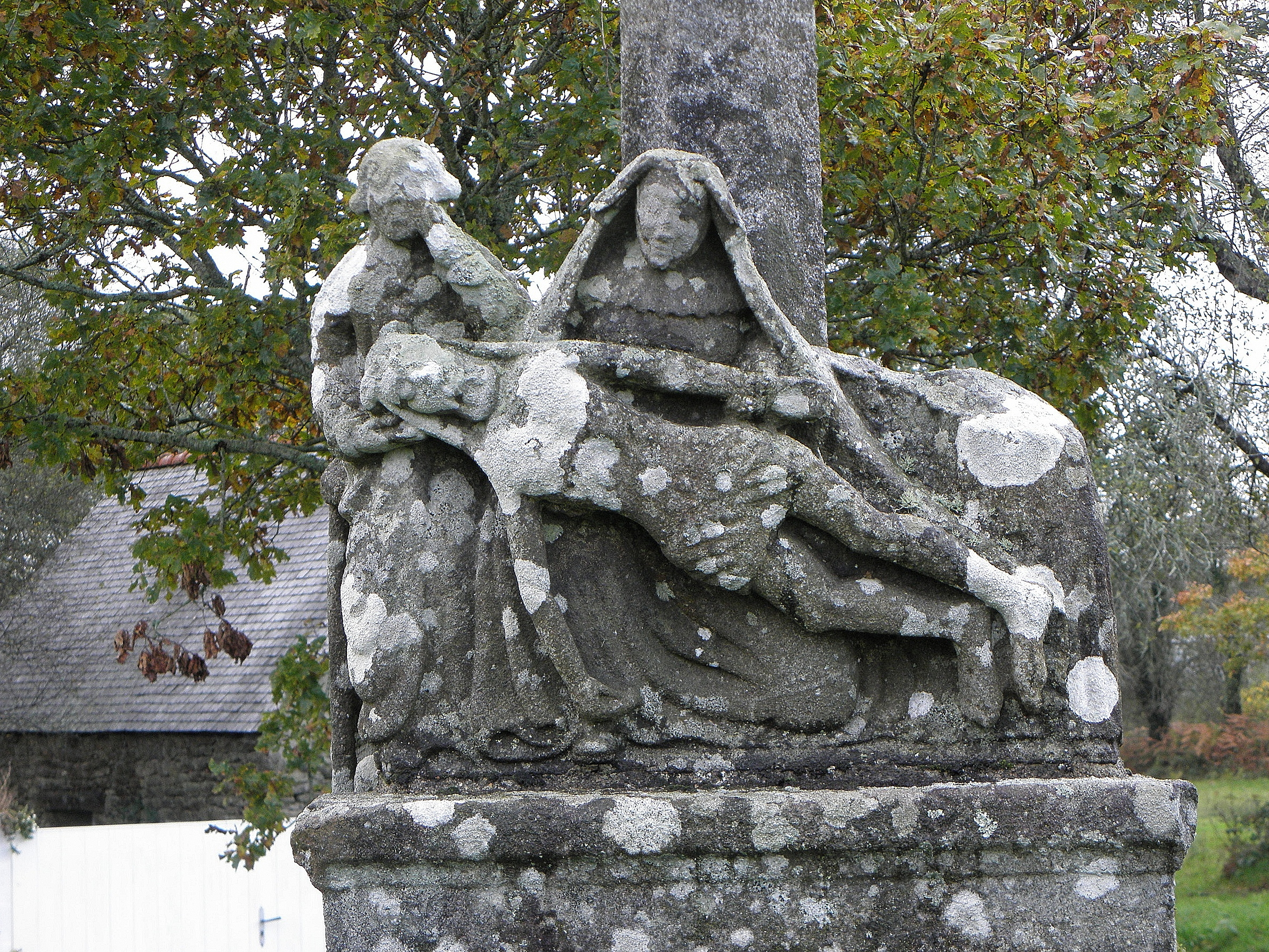
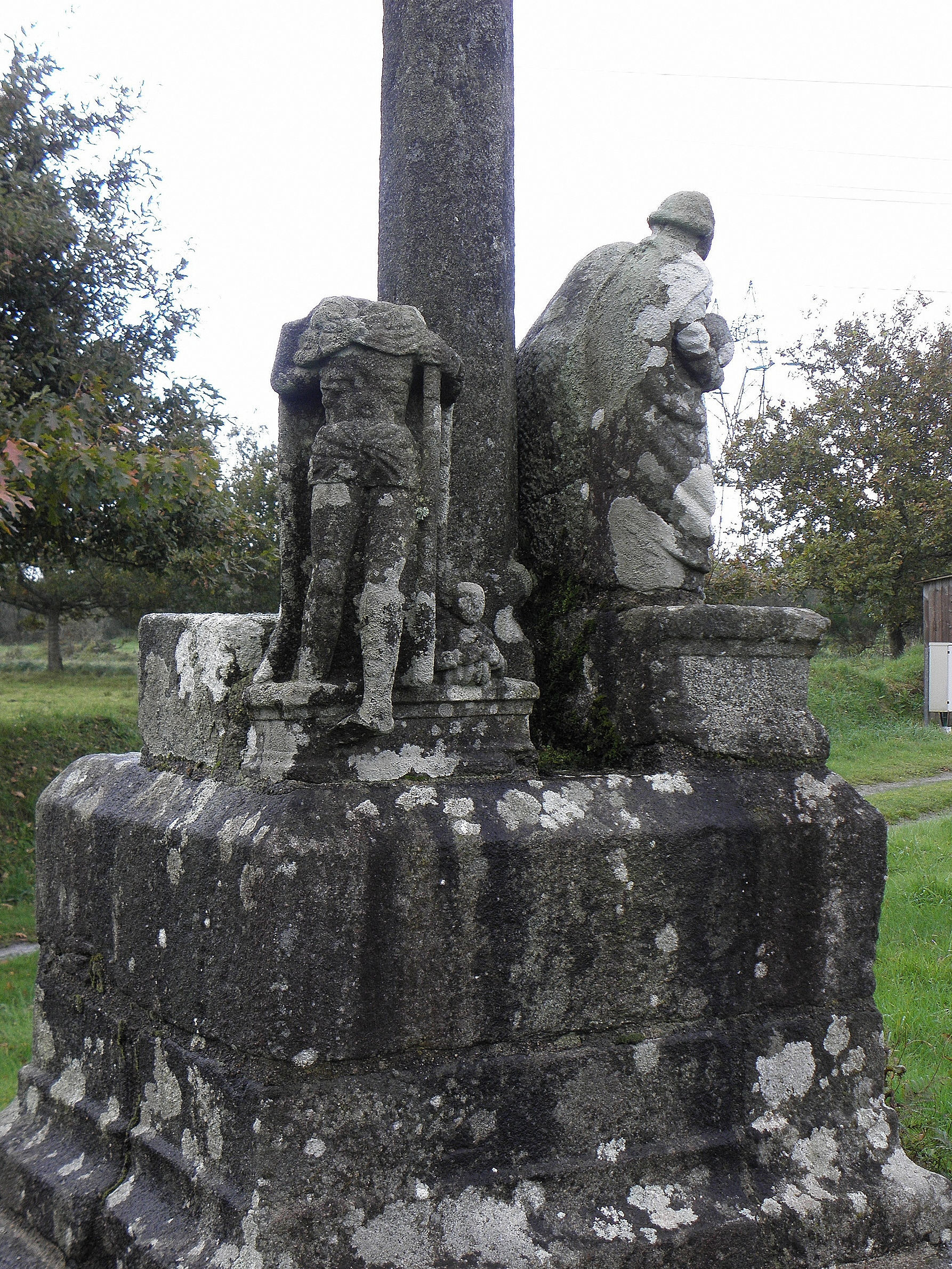
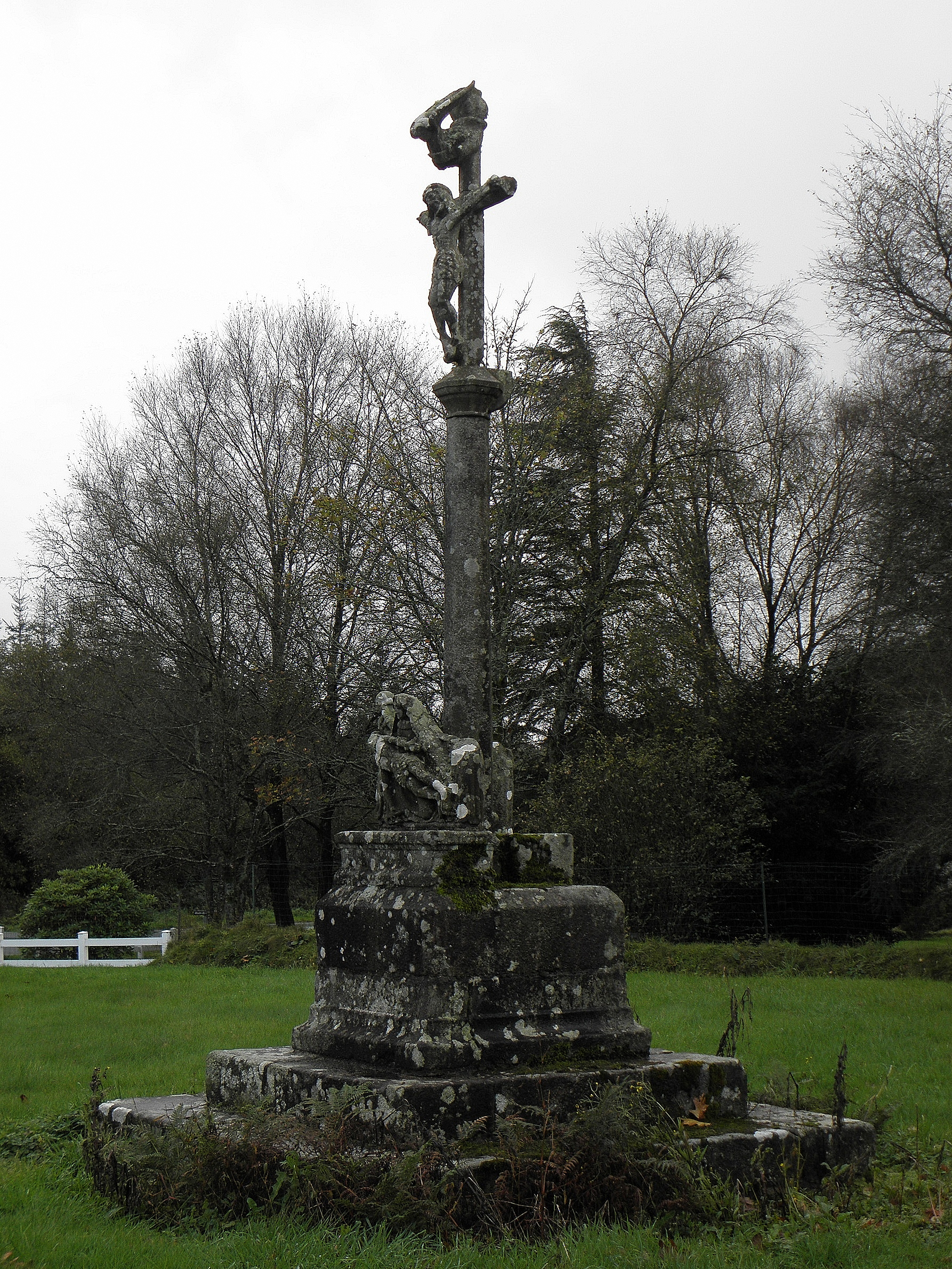
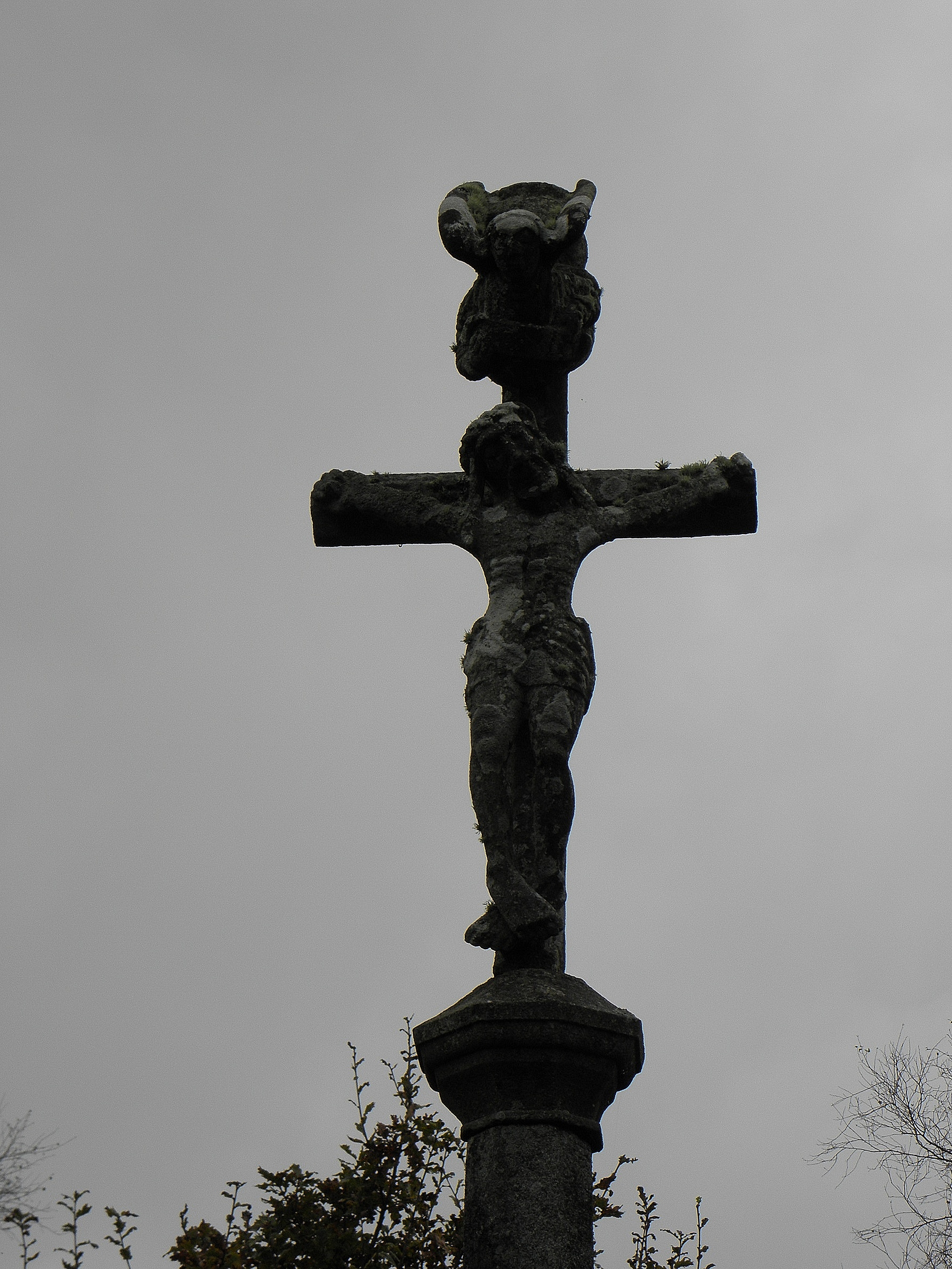